# Smíšená úzkostně depresivní porucha
Smíšená úzkostně depresivní porucha (anglicky Mixed anxiety depressive disorder, MADD) je definována jako psychická porucha, u níž jsou přítomny příznaky úzkosti a deprese, ale žádný typ příznaků není vyjádřen do takové míry, aby opravňoval ke stanovení samostatné diagnózy kterékoli z obou poruch.

## Diagnostická kritéria
Při diagnostice úzkostně depresivní poruchy je třeba diferencovat další poruchy, u nichž jsou přítomny depresivní a úzkostné symptomy. Jedná se zpravidla o odlišení depresivní poruchy s úzkostnými příznaky a úzkostné poruchy s dysforickými stavy. Úzkostné stavy, které doprovázejí toto onemocnění, nejsou po duševní i psychické stránce natolik intenzivní, aby splňovaly kritéria klasické úzkostné poruchy. Bývají však chroničtějšího, táhlého a těžce definovatelného charakteru.
Stavy zármutku, beznaděje a sebeobviňování sužují pacienty poměrně často, symptomaticky je ale nelze zařadit pod depresivní poruchu. Postižení jsou většinou schopni vykonávat své profesní a rodinné povinnosti. Jsou však trvale vyčerpaní, trpí ahedonií (neschopnost prožívat radost) a sníženým sebevědomím.

## Časté přidružené symptomy
Častými přidruženými symptomy jsou spánkové poruchy, psychosomatické obtíže, poruchy imunity, snížení obranyschopnosti organismu, vyšší míra iritability a plačtivost. Lidé trpící smíšenou-úzkostně depresivní poruchou jsou ohroženi vznikem závislosti na alkoholu a benzodiazepinech dvakrát více, než je tomu například u panické poruchy.

## Epidemiologie
Smíšená úzkostně depresivní porucha zůstávala dlouhou dobou stran zájmu výzkumných studií. Předpokládá se, že až 50% pacientů trpících smíšenou úzkostně-depresivní poruchou nebylo nikdy pro tuto obtíž řádně ošetřeno. Smíšená úzkostně-depresivní porucha bývá často mylně interpretována jako povahový rys. V minulosti byla ze strany praktických lékařů podceňována, docházelo k nevhodné medikaci benzodiazepiny. Psychosomatické obtíže bývají dosud léčeny neadekvátně, většinou podáváním analgetik.
Podle výsledků různých studií trpí smíšenou úzkostně depresivní poruchou 5% až 9% populace. Tato porucha výrazně poškozuje kvalitu života postižených. Neléčená úzkostně-depresivní porucha bývá chronického charakteru.

## Léčba úzkostně depresivní poruchy
Metodou první volby je kognitivně behaviorální terapie. KBT je vhodné doplňovat relaxační a dechovou terapií. V rámci farmakoterapie jsou jednoznačně upřednostňována antidepresiva ze skupiny SSRI, tricyklická antidepresiva jsou relativně málo účinná. Zcela nevhodné je dlouhodobé užívání anxiolytik obsahující benzodiazepiny.